# Meridià 96 a l'est
El meridià 96 a l'est de Greenwich és una línia de longitud que s'estén des del pol Nord travessant l'oceà Àrtic, Àsia, l'oceà Índic, l'oceà Antàrtic i l'Antàrtida fins al pol Sud.
El meridià 96 a l'est forma un cercle màxim amb el meridià 84 a l'oest. Com tots els altres meridians, la seva longitud correspon a una semicircumferència terrestre, uns 20.003,962 km. Al nivell de l'Equador, és a una distància del meridià de Greenwich de 10.687 km.

## De Pol a Pol
Començant en el pol Nord i dirigint-se cap al pol Sud, aquest meridià travessa:
| Coordenades                             | País, territori o mar        | Notes |
| --------------------------------------- | ---------------------------- | --- |
| 90° 0′ N, 96° 0′ E / 90.000°N,96.000°E  | Oceà Àrtic                   | |
| 81° 10′ N, 96° 0′ E / 81.167°N,96.000°E | Rússia                       | Krai de Krasnoiarsk — Illa Komsomólets, illa de la Revolució d'Octubre, Terra del Nord |
| 78° 59′ N, 96° 0′ E / 78.983°N,96.000°E | Mar de Kara                  | |
| 77° 6′ N, 96° 0′ E / 77.100°N,96.000°E  | Rússia                       | Arxipèlag de Nordenskiöld i el continent Óblast d'Irkutsk — fes de 54° 31′ N, 96° 0′ E / 54.517°N,96.000°E Krai de Krasnoiarsk— des de 54° 5′ N, 96° 0′ E / 54.083°N,96.000°E Tuvà — des de 53° 29′ N, 96° 0′ E / 53.483°N,96.000°E |
| 49° 59′ N, 96° 0′ E / 49.983°N,96.000°E | Mongòlia                     | |
| 43° 11′ N, 96° 0′ E / 43.183°N,96.000°E | República Popular de la Xina | Xinjiang Gansu — des de 41° 54′ N, 96° 0′ E / 41.900°N,96.000°E Qinghai — des de 38° 12′ N, 96° 0′ E / 38.200°N,96.000°E Tibet — des de 31° 43′ N, 96° 0′ E / 31.717°N,96.000°E                                                     |
| 29° 22′ N, 96° 0′ E / 29.367°N,96.000°E | Índia                        | Arunachal Pradesh — reclamat parcialment per República Popular de la Xina |
| 27° 8′ N, 96° 0′ E / 27.133°N,96.000°E  | Myanmar (Birmània)           | |
| 16° 14′ N, 96° 0′ E / 16.233°N,96.000°E | Oceà Índic                   | Mar d'Andaman |
| 5° 21′ N, 96° 0′ E / 5.350°N,96.000°E   | Indonèsia                    | Illa de Sumatra |
| 4° 14′ N, 96° 0′ E / 4.233°N,96.000°E   | Oceà Índic                   | |
| 2° 47′ N, 96° 0′ E / 2.783°N,96.000°E   | Indonèsia                    | Illa de Simeulue |
| 2° 34′ N, 96° 0′ E / 2.567°N,96.000°E   | Oceà Índic                   | |
| 60° 0′ S, 96° 0′ E / 60.000°S,96.000°E  | Oceà Antàrtic                | |
| 65° 1′ S, 96° 0′ E / 65.017°S,96.000°E  | Antàrtida                    | Territori Antàrtic Australià, reclamada per Austràlia |